# Náhlov (Frymburk)
Náhlov (německy Nachles) je zaniklá ves, součást městyse Frymburk v okrese Český Krumlov. Leží přibližně 3 km severovýchodně od Frymburka, na silnici III/1602 (Frymburk – Malšín).

## Historie
První písemná zmínka o Náhlovu pochází z roku 1379. Ves bývala osadou bývalé obce Svatonina Lhota (německy Wadetschlag).  V roce 1930 zde stálo 28 domů a žilo 174 obyvatel. V důsledku uzavření Mnichovské dohody byla ves v letech 1938 až 1945 přičleněna k nacistickému Německu. V roce 1950 byl Náhlov osadou obce Frymburk, v dalších letech již jako osada není uváděn a je součástí Frymburka.